# Thaumastocoris peregrinus
Thaumastocoris peregrinus ist eine an Pflanzen saugende Wanzenart aus der normalerweise südhemisphärisch verbreiteten Familie Thaumastocoridae. Die Art wurde nach Afrika, Südamerika und auch in den europäischen Mittelmeerraum eingeschleppt (Neozoon). Sie gilt als wirtschaftlich bedeutender Forstschädling auf Eucalyptus-Arten.

## Merkmale
Die Wanze erreicht eine Körperlänge zwischen 2 und 3,5 Millimeter. Der in Aufsicht langovale Körper ist dorsoventral stark abgeplattet. Sie ist überwiegend hellbraun gefärbt und glänzend. Dunkel oder schwarz ist ein zentraler Fleck auf der Hinterhälfte des Pronotum, die Spitze des dritten und die apikale Hälfte des vierten (letzten) Antennensegments. Der Vorderrand des Pronotum sowie die Innenhälfte des Clavus und die Außenhälfte des Corium der Hemielytren sind weißlich. Die Membran der Hemielytren ist mattweißlich mit einem schmalen dunklen Rand an der Grenze zum Corium.
Der Kopf der Art trägt, wie typisch für die Familie, breit gestielte Komplexaugen. Nach vorn stehen zwischen den Antennen zwei längliche Platten, die Mandibularplatten, weit über die Spitze des Clypeus vor. Der Saugrüssel ist sehr kurz und erreicht zurückgelegt den Rumpfvorderrand. Das Pronotum ist an den Seiten markant eingeschnitten, der vordere Seitenlappen trägt jeweils ein Tuberkel an den Vorderecken (Artmerkmal).
Beide Geschlechter sind in der Körpergestalt ähnlich. Die Weibchen tragen, wie alle Arten der Familie, keinen Legebohrer oder Ovipositor. Beim Männchen fällt eine asymmetrische, nach rechts hin geöffnete Genitalkapsel am Hinterende auf, die nach rechts abstehenden Parameren sind beinahe quadratisch. Außerdem besitzt das Männchen innen nahe der Spitze der Vorder- und Mittel-Tibia jeweils drei kurze, schwarz gefärbte Dornen.
In Europa ist die Art als einziger Vertreter der Thaumastocoridae unverwechselbar. Die anderen Arten der Gattung die alle nur in Australien leben, sind in der Gestalt und Lebensweise sehr ähnlich.

## Lebenszyklus
Die Art kann ganzjährig ohne Diapause auftreten. Sie besitzt fünf Larven- oder Nymphenstadien. Die Eier sind dunkelbraun und oval, etwa 0,5 Millimeter lang und 0,2 Millimeter breit, sie werden vom Weibchen einzeln, meist aber in Gruppen oder Gelegen auf der Blattunterseite, oder auf Zweigen, Früchten und anderen rauen Oberflächen, abgelegt. Die nach etwa sechs Tagen schlüpfenden Nymphen sind überwiegend orange gefärbt, mit einem roten Fleck in der Mitte des Hinterleibs und auffallend roten Augen. Alle Nymphenstadien, vom Ausschlüpfen aus dem Ei bis zum adulten Tier, werden in 14 bis 20 Tagen durchlaufen. Durch diese kurze Entwicklungsdauer kann die Art zahlreiche Generationen im Jahr durchlaufen polyvoltin). Weibchen können etwa 5 bis 7 Tage nach der Umwandlung etwa 40 Eier legen, die Lebensdauer der Imagines beträgt unter günstigen Bedingungen normalerweise etwa 14 bis 15 Tage, kann aber bis zu 40 Tage erreichen.

## Biologie und Lebensweise
Thaumastocoris peregrinus lebt oligophag auf verschiedenen Arten der Gattung Eucalyptus aus den Untergattungen Eucalyptus, Corymbia und Symphyomyrtus. Als Wirt dienen mindestens dreißig Arten der Gattung, darunter auch Blauer Eukalyptus (Eucalyptus globulus), Roter Eukalyptus (Eucalyptus camaldulensis) und einige der kommerziell in großem Stil in Plantagen angebauten Hybride. In Australien sind Eucalyptus scoparia und Eucalyptus nicholii die wichtigsten Wirte. Fast alle forstwirtschaftlich bedeutsamen Eucalyptus-Arten außerhalb Australiens werden als Wirte akzeptiert. Imagines und Nymphen leben gesellig (gregär), sie besaugen die Blätter und die jungen Zweige. Die Blätter werden durch das Saugen zunächst weißlich chlorotisch, später entwickeln sie einen charakteristischen bräunlichen Bronzeglanz; dieser hat der Art den englischen Trivialnamen „bronze bug“ eingebracht. Schließlich verwelken die Blätter und fallen ab.
Die Art kann durch die Schädigung der Blätter Wachstumseinbußen, bis hin zum Absterben ganzer Bäume verursachen und zählt in den Regionen mit neuem Auftreten seit ihrer Einwanderung zu den bedeutsamsten Schädlingen an Eucalyptus. Es handelt sich um nur eine von mehreren Arten, die in den letzten zwei Jahrzehnten von Australien aus in exotische Eucalyptus-Plantagen vorgedrungen sind.

## Verbreitung
Die Art ist heimisch in Australien, von dort aber vom Menschen in verschiedene Regionen verschleppt worden. Zuerst wurde sie 2003 in Südafrika gefunden, 2005 dann in Argentinien. Von den Einschleppungsorten breitete sie sich rapide weiter in andere benachbarte Regionen mit Eucalyptus-Anbau aus. In Afrika erreichte sie 2007 Simbabwe und 2008 Malawi. In Südamerika wurde sie ab 2008 aus Brasilien (zuerst nahe dem Flughafen von São Paulo, was auf Einschleppung per Luftfracht schließen lässt), und Uruguay und 2009 in Chile gefunden. Nach genetischen Daten stammen die Tiere vermutlich aus der Region von Brisbane (Australien), es werden von dort mindestens drei unabhängige Verschleppungsereignisse mit jeweils verschiedenen Haplotypen angenommen. Seit 2011 wurde sie auch aus Neuseeland gemeldet.
In Europa stammen die ersten Nachweise vom Juli 2011 aus der Gegend von Rom (Italien). Später breitete sie sich in Latium, der Toskana und Kampanien aus. Im Jahr 2014 wurde die Insel Sizilien erreicht. Seit April 2012 ist sie auch für Portugal nachgewiesen. Auch in Spanien (2014) und Albanien (2016) wurde die Art nachgewiesen.
Anhand der klimatischen Daten wurde das potenzielle Areal der Art modelliert. Dabei zeigte sich, dass eine weitere Ausbreitung sowohl in Afrika wie auch in Südamerika hoch wahrscheinlich ist. Auch die bisher von der Art nicht erreichten Anbaugebiete von Eucalyptus, etwa in Nordamerika (Kalifornien) und Ostasien (China), vermutlich sogar alle Regionen mit Eucalyptus-Anbau, wären vermutlich als Habitate geeignet.
Merkwürdigerweise wurde diese australische Art zuerst in Südamerika entdeckt und von dort beschrieben. Nach der Einschleppung nach Argentinien stellten dortige Wissenschaftler fest, dass es sich nicht, wie vorher gedacht, um die Art Thaumatocoris australis, sondern um eine neue Art handelt. Später erst wurde festgestellt, dass nicht nur die südafrikanischen Tiere, sondern auch diejenigen, die einige Jahre zuvor in Australien eine Massenvermehrung (Gradation) mit forstlichen Schäden durchgemacht hatten, in Wirklichkeit zu der neuen Art gehören.